# Мякинен, Рауно
Рауно Леонард Мякинен (фин. Rauno Leonard Mäkinen; 22 января 1931, Пори, Финляндия — 9 сентября 2010) — финский борец классического (греко-римского) и вольного стилей, олимпийский чемпион Игр в Мельбурне (1956) по греко-римской борьбе.

## Биография
Вырос в центральной Финляндии, заниматься спортом начал в спортивном клубе «Työväen Painisema». Борьбу Рауно выбрал неслучайно, его отец Вяйно Мякинен был борцом. В 18 лет Рауно поступил на службу в полицию и переехал в Тампере.
Ещё в юности он неоднократно побеждал на соответствующих его возрасту первенствах Финляндии, в 1952 году свой первый титул среди взрослых. Первоначально спортсмен боролся вольным стилем, но в 1955 году переключился на греко-римский.
Олимпийская карьера борца началась в 1952 году с «домашних» Игр в Хельсинки, где он проиграл в четвёртом круге будущему победителю Байраму Шиту из Турции. Следующий олимпийский цикл (1952—1956) спортсмен провел без серьёзных международных стартов, поскольку на тот период чемпионаты мира и Европы среди вольников и классиков проходили чередуясь каждые два года, а на участие в мировом первенстве в Токио (1954) у национальной федерации нашлись средства для отправки только двух атлетов.
На Играх в Мельбурне (1956) борец впервые выступал в греко-римском стиле, победив в финале венгра Имре Пойяка, он стал победителем соревнований в легком весе. На своей третьей Олимпиаде в Риме (1960) Мякинен был вынужден сняться уже во втором раунде из-за травмы. В том же году он выиграл шестое национальное первенство Финляндии.
Уйдя из «большого спорта», работал полицейским в Тампере. В 1974 году оставил службу по инвалидности.
Был награждён финским орденом Льва.